# Richvald
Richvald é um município da Eslováquia, situado no distrito de Bardejov, na região de Prešov. Tem 21,84 km² de área e sua população em 2018 foi estimada em 1.004 habitantes.

## Demografia
| Ano:        | 1994 | 2004   | 2014   | 2024   |
| ----------- | ---- | ------ | ------ | ------ |
| Broj ljudi: | 1023 | 983    | 997    | 1023   |
| Razlika:    |      | -3,91% | +1,42% | +2,60% |

| Ano:               | 2023 | 2024   |
| ------------------ | ---- | ------ |
| Número de pessoas: | 1011 | 1023   |
| Diferença:         |      | +1,18% |